# Куропаткино (Самарская область)
Куропаткино — посёлок в Сызранском районе Самарской области в составе сельского поселения Новозаборовский.

## География
Находится у железнодорожной линии Пенза-Сызрань на расстоянии примерно 13 километров по прямой на запад от северо-западной границы города Сызрань.

## Население
Постоянное население составляло 24 человека (русские 92 %) в 2002 году, 19 в 2010 году.